# Michael Schoettle
Michael Schoettle est un skipper américain né le 7 septembre 1936.

## Carrière
Michael Schoettle obtient une médaille d'or olympique dans la catégorie des 5.5 Metre lors des Jeux olympiques d'été de 1952 à Helsinki.